# Blepharis katangensis
Blepharis katangensis är en akantusväxtart som beskrevs av Wildem.. Blepharis katangensis ingår i släktet Blepharis och familjen akantusväxter. Inga underarter finns listade i Catalogue of Life.